# Rychlobruslení na Zimních olympijských hrách 2018
Závody v rychlobruslení na Zimních olympijských her 2018 v Pchjongčchangu se uskutečnily od 10. do 24. února 2018 v hale Gangneung Oval v Kangnungu.

## Přehled
V Pchjongčchangu bylo na programu celkem 14 závodů, sedm pro muže a sedm pro ženy. Oproti předchozím hrám byly přidány závody s hromadným startem, které si tak odbyly svoji olympijskou premiéru. Novinkou byl také upravený závod na 500 m, který sestával pouze z jediné jízdy. Naposledy se na nejkratší trati tímto systémem závodilo na ZOH 1994. Muži tedy v Pchjongčchangu startovali na tratích 500 m, 1000 m, 1500 m, 5000 m a 10 000 m, v závodu s hromadným startem a ve stíhacím závodě družstev, ženy na tratích 500 m, 1000 m, 1500 m, 3000 m a 5000 m, v závodu s hromadným startem a ve stíhacím závodě družstev.

## Medailové pořadí zemí
| Pořadí  | Země                               | Zlato | Stříbro | Bronz | Celkově |
| ------- | ---------------------------------- | ----- | ------- | ----- | ------- |
| 1.      | Nizozemsko (NED)                   | 7     | 4       | 5     | 16      |
| 2.      | Japonsko (JPN)                     | 3     | 2       | 1     | 6       |
| 3.      | Norsko (NOR)                       | 2     | 1       | 1     | 4       |
| 4.      | Jižní Korea (KOR)                  | 1     | 4       | 2     | 7       |
| 5.      | Kanada (CAN)                       | 1     | 1       | 0     | 2       |
| 6.      | Česko (CZE)                        | 0     | 1       | 1     | 2       |
| 7.      | Belgie (BEL)                       | 0     | 1       | 0     | 1       |
| 8.      | Čína (CHN)                         | 0     | 0       | 1     | 1       |
| 8.      | Itálie (ITA)                       | 0     | 0       | 1     | 1       |
| 8.      | Olympijští sportovci z Ruska (OAR) | 0     | 0       | 1     | 1       |
| 8.      | Spojené státy americké (USA)       | 0     | 0       | 1     | 1       |
| Celkově | Celkově                            | 14    | 14      | 14    | 42      |

## Medailisté

### Muži
| Závod                     | Zlato                                                                                          | Zlato         | Stříbro                                                    | Stříbro  | Bronz                                                                            | Bronz    |
| ------------------------- | ---------------------------------------------------------------------------------------------- | ------------- | ---------------------------------------------------------- | -------- | -------------------------------------------------------------------------------- | -------- |
| 500 metrů                 | Håvard Lorentzen · Norsko (NOR)                                                                | 34,41 (OR)    | Čcha Min-kju · Jižní Korea (KOR)                           | 34,42    | Kao Tching-jü · Čína (CHN)                                                       | 34,65    |
| 1000 metrů                | Kjeld Nuis · Nizozemsko (NED)                                                                  | 1:07,95       | Håvard Lorentzen · Norsko (NOR)                            | 1:07,99  | Kim Tche-jun · Jižní Korea (KOR)                                                 | 1:08,22  |
| 1500 metrů                | Kjeld Nuis · Nizozemsko (NED)                                                                  | 1:44,01       | Patrick Roest · Nizozemsko (NED)                           | 1:44,86  | Kim Min-sok · Jižní Korea (KOR)                                                  | 1:44,93  |
| 5000 metrů                | Sven Kramer · Nizozemsko (NED)                                                                 | 6:09,76 (OR)  | Ted-Jan Bloemen · Kanada (CAN)                             | 6:11,616 | Sverre Lunde Pedersen · Norsko (NOR)                                             | 6:11,618 |
| 10 000 metrů              | Ted-Jan Bloemen · Kanada (CAN)                                                                 | 12:39,77 (OR) | Jorrit Bergsma · Nizozemsko (NED)                          | 12:41,98 | Nicola Tumolero · Itálie (ITA)                                                   | 12:54,32 |
| závod s hromadným startem | I Sung-hun · Jižní Korea (KOR)                                                                 | 60 b.         | Bart Swings · Belgie (BEL)                                 | 40 b.    | Koen Verweij · Nizozemsko (NED)                                                  | 20 b.    |
| stíhací závod družstev    | Norsko (NOR) · Håvard Bøkko · Sindre Henriksen* · Simen Spieler Nilsen · Sverre Lunde Pedersen | 3:37,32       | Jižní Korea (KOR) · I Sung-hun · Čong Če-won · Kim Min-sok | 3:38,52  | Nizozemsko (NED) · Koen Verweij* · Patrick Roest · Sven Kramer · Jan Blokhuijsen | 3:38,40  |

* Závodníci, kteří se nezúčastnili finálových jízd.

### Ženy
| Závod                     | Zlato                                                                               | Zlato        | Stříbro                                                                                            | Stříbro | Bronz | Bronz   |
| ------------------------- | ----------------------------------------------------------------------------------- | ------------ | -------------------------------------------------------------------------------------------------- | ------- | --- | ------- |
| 500 metrů                 | Nao Kodairaová · Japonsko (JPN)                                                     | 36,94 (OR)   | I Sang-hwa · Jižní Korea (KOR)                                                                     | 37,33   | Karolína Erbanová · Česko (CZE)                                                                                 | 37,34   |
| 1000 metrů                | Jorien ter Morsová · Nizozemsko (NED)                                               | 1:13,56 (OR) | Nao Kodairaová · Japonsko (JPN)                                                                    | 1:13,82 | Miho Takagiová · Japonsko (JPN)                                                                                 | 1:13,98 |
| 1500 metrů                | Ireen Wüstová · Nizozemsko (NED)                                                    | 1:54,35      | Miho Takagiová · Japonsko (JPN)                                                                    | 1:54,55 | Marrit Leenstraová · Nizozemsko (NED)                                                                           | 1:55,26 |
| 3000 metrů                | Carlijn Achtereekteová · Nizozemsko (NED)                                           | 3:59,21      | Ireen Wüstová · Nizozemsko (NED)                                                                   | 3:59,29 | Antoinette de Jongová · Nizozemsko (NED)                                                                        | 4:00,02 |
| 5000 metrů                | Esmee Visserová · Nizozemsko (NED)                                                  | 6:50,23      | Martina Sáblíková · Česko (CZE)                                                                    | 6:51,85 | Natalja Voroninová · Olympijští sportovci z Ruska (OAR)                                                         | 6:53,98 |
| závod s hromadným startem | Nana Takagiová · Japonsko (JPN)                                                     | 60 b.        | Kim Po-rum · Jižní Korea (KOR)                                                                     | 40 b.   | Irene Schoutenová · Nizozemsko (NED)                                                                            | 20 b.   |
| stíhací závod družstev    | Japonsko (JPN) · Miho Takagiová · Ajaka Kikučiová* · Ajano Satóová · Nana Takagiová | 2:53,89 (OR) | Nizozemsko (NED) · Marrit Leenstraová · Lotte van Beeková* · Ireen Wüstová · Antoinette de Jongová | 2:55,48 | Spojené státy americké (USA) · Heather Bergsmaová · Brittany Boweová · Mia Manganellová · Carlijn Schoutensová* | 2:59,27 |

* Závodnice, které se nezúčastnily finálových jízd.

## Program
Program podle oficiálních stránek:
| Den    | Datum          | Zahájení (UTC+9) | Zahájení (SEČ) | Závod                          | Fáze                           |
| ------ | -------------- | ---------------- | -------------- | ------------------------------ | ------------------------------ |
| den 2  | 10. února 2018 | 20:00            | 12:00          | 3000 m ženy                    | 3000 m ženy                    |
| den 3  | 11. února 2018 | 16:00            | 8:00           | 5000 m muži                    | 5000 m muži                    |
| den 4  | 12. února 2018 | 21:30            | 13:30          | 1500 m ženy                    | 1500 m ženy                    |
| den 5  | 13. února 2018 | 20:00            | 12:00          | 1500 m muži                    | 1500 m muži                    |
| den 6  | 14. února 2018 | 19:00            | 11:00          | 1000 m ženy                    | 1000 m ženy                    |
| den 7  | 15. února 2018 | 20:00            | 12:00          | 10 000 m muži                  | 10 000 m muži                  |
| den 8  | 16. února 2018 | 20:00            | 12:00          | 5000 m ženy                    | 5000 m ženy                    |
| den 10 | 18. února 2018 | 20:00            | 12:00          | stíhací závod družstev muži    | rozjížďky                      |
| den 10 | 18. února 2018 | 20:00            | 12:00          | 500 m ženy                     |                                |
| den 11 | 19. února 2018 | 20:00            | 12:00          | stíhací závod družstev ženy    | rozjížďky                      |
| den 11 | 19. února 2018 | 20:00            | 12:00          | 500 m muži                     |                                |
| den 13 | 21. února 2018 | 20:00            | 12:00          | stíhací závod družstev ženy    | finále                         |
| den 13 | 21. února 2018 | 20:00            | 12:00          | stíhací závod družstev muži    | finále                         |
| den 15 | 23. února 2018 | 19:00            | 11:00          | 1000 m muži                    | 1000 m muži                    |
| den 16 | 24. února 2018 | 20:00            | 12:00          | závod s hromadným startem ženy | závod s hromadným startem ženy |
| den 16 | 24. února 2018 | 20:00            | 12:00          | závod s hromadným startem muži |                                |

## Kvalifikační časy
Kvalifikační časy na závody ZOH 2018:
| Závod       | Muži                           | Ženy                          |
| ----------- | ------------------------------ | ----------------------------- |
| 500 m       | 35,70                          | 39,50                         |
| 1000 m      | 1:10,50                        | 1:18,00                       |
| 1500 m      | 1:48,00                        | 1:59,50                       |
| 3000 m      | —                              | 4:12,00                       |
| 5000 m      | 6:30,00                        | 7:20,00 nebo 4:08,00 (3000 m) |
| 10 000 m    | 13:30,00 nebo 6:25,00 (5000 m) | —                             |
| hrom. start | 1:57,50 (1500 m)               | 2:10,00 (1500 m)              |

## Zúčastněné země
V rychlobruslařských soutěžích startovalo 184 závodníků z 29 zemí:
- Austrálie (1)
- Belgie (3)
- Bělorusko (5)
- Česko (3)
- Čína (13)
- Dánsko (3)
- Estonsko (2)
- Finsko (3)
- Francie (1)
- Itálie (9)
- Japonsko (16)
- Jižní Korea (16)
- Kanada (19)
- Kazachstán (6)
- Kolumbie (2)
- Lotyšsko (1)
- Maďarsko (1)
- Německo (9)
- Nizozemsko (20)
- Norsko (9)
- Nový Zéland (3)
- Olympijští sportovci z Ruska (3)
- Polsko (14)
- Rakousko (2)
- Rumunsko (1)
- Spojené státy americké (13)
- Švédsko (1)
- Švýcarsko (2)
- Tchaj-wan (3)

### Česká výprava
Českou výpravu vedl trenér Petr Novák a tvořily ji tři ženy:
- Karolína Erbanová – 500 m (bronz), 1000 m (7. místo)
- Martina Sáblíková – 3000 m (4. místo), 5000 m (stříbro)
- Nikola Zdráhalová – 1000 m (19. místo), 1500 m (11. místo), 3000 m (15. místo), závod s hromadným startem (8. místo)